# Pisara
Pisara is een geslacht van vlinders van de familie visstaartjes (Nolidae), uit de onderfamilie Nolinae.

## Soorten
- P. canioralis Walker, 1863
- P. concinnula Walker, 1863
- P. coticula van Eecke, 1920
- P. fuscibasis Bethune-Baker, 1904
- P. hyalospila Hampson, 1914
- P. ineffectalis Walker, 1864
- P. opalina Walker, 1862
- P. owgarra Bethune-Baker, 1908
- P. punctilinea Wileman & South, 1919
- P. tenella Hulst
- P. thyrophora Hampson, 1914